# Prêmio Valz

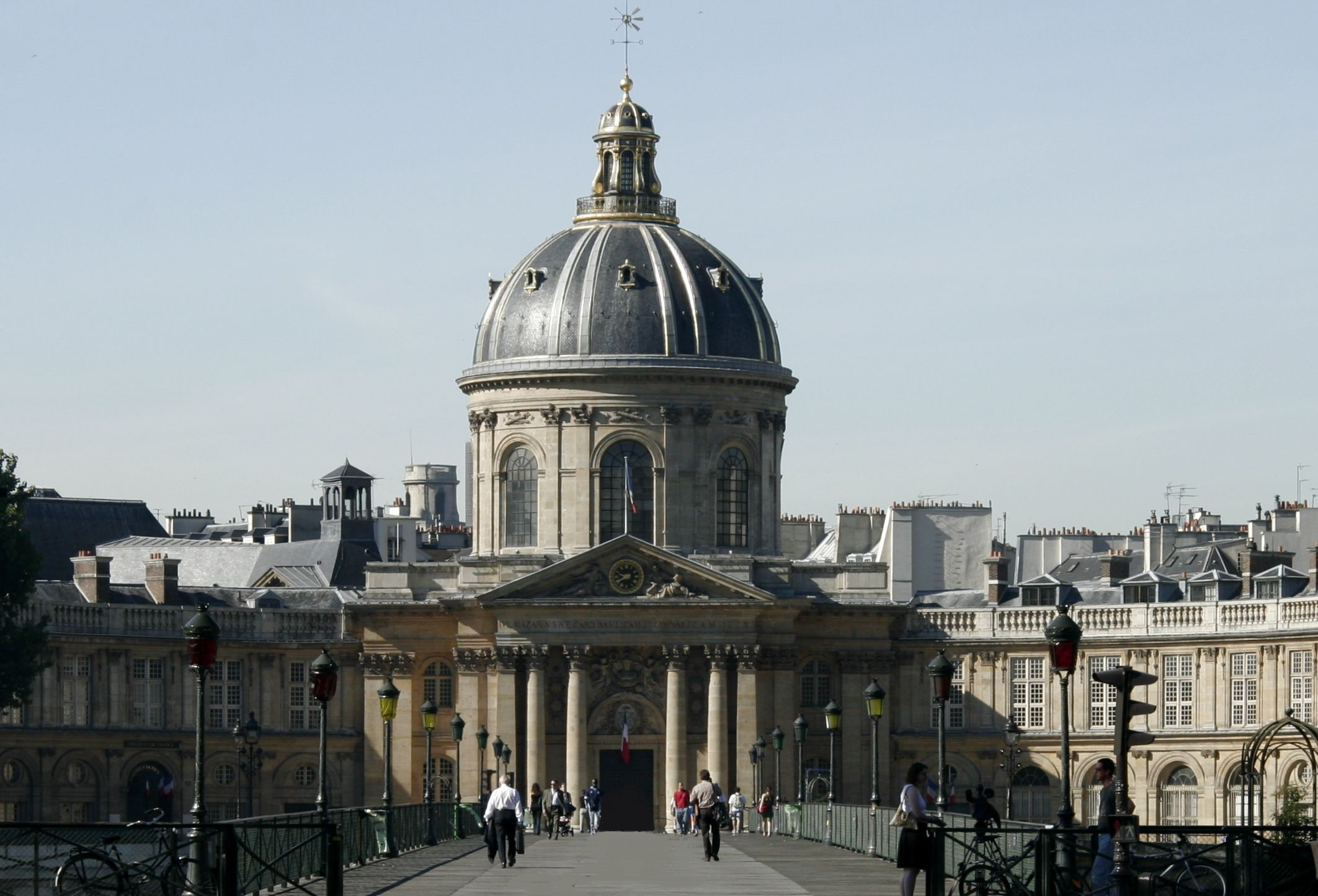
O Institut de France em Paris, casa da Académie des Sciences.

O Prêmio Valz (português brasileiro) ou Prémio Valz (português europeu) (em francês:  Prix Valz) foi um prêmio concedido pela Académie des Sciences, de 1877 a 1970, em comemoração a avanços em astronomia.

## História
O Prêmio Valz foi estabelecido em junho de 1874, quando a viúva do astrônomo Benjamin Valz, Marie Madeleine Julie Malhian, doou 10.000 francos para estabelecer um prêmio em memória de seu finado marido. O Prêmio Valz foi concedido por trabalho de similar estatura como aquele distinguido pelo preexistente Prêmio Lalande. O primeiro Prêmio Valz foi concedido em 1877 aos irmãos Paul e Prosper Henry, consistindo então de 460 francos.
Com exceção de 1924, o Prêmio Valz foi concedido anualmente de 1877 a 1943. Após 1943 o prêmio foi concedido esporadicamente (apenas um por década de 1950 a 1970). Em 1970 o Prêmio Valz foi combinado com o Prêmio Lalande para criar o Prêmio Lalande-Valz, que continuou a ser concedido até 1996. Em 1997 o prêmio foi combinado com diversos outros prêmio da Academia para criar a Grande médaille de l’Académie des sciences.

## Lista dos laureados com o Prêmio Valz
- 1877 – Paul Henry e Prosper Henry (prêmio conjunto) – Mapas para facilitar a procura de asteroides[1][4]
- 1878 – Johann Friedrich Julius Schmidt – Obra Selenografia[4][5]
- 1879 – Étienne Léopold Trouvelot – Trabalho sobre Júpiter, Saturno e Marte[4][6]
- 1880 – Ernst Wilhelm Leberecht Tempel – Descoberta de vinte cometas[4][7]
- 1881 – David Gill – Trabalho sobre a determinação da paralaxe do Sol[4][7][8]
- 1882 – William Huggins – Aplicações da fotografia para o estudo do espectro de corpos celestes[4][7]
- 1882 – Luís Cruls – Estudos esoectrais do Grande Cometa de 1882[4][7][9]
- 1883 – Édouard Jean-Marie Stephan – Descobertas de nebulosas[4][7][10]
- 1884 – Friedrich Karl Ginzel – Trabalho sobre eclipses do Sol[4][7][11]
- 1885 – Gustav Spörer – Trabalho sobre manchas solares[4][7][12]
- 1886 – Guillaume Bigourdan – Pesquisa sobre o problema da equação pessoal[4][7][13]
- 1887 – Ernest Perigaud – Investigações sobre os instrumentos de meridiano do Observatório de Paris[4][7][14]
- 1888 – Edward Charles Pickering – Trabalho fotométrico sobre magnitude estelar[4][7][14]
- 1889 – Auguste Charlois – Trabalhos astronômicos sobre as órbitas de sete asteroides[4][7][15]
- 1890 – Sergey Glazenap – Estudo sobre as estrelas duplas aparecendo no catálogo de estrelas do Observatório de Pulkovo[4][7][16]
- 1891 – Hermann Carl Vogel – Pesquisa em espectroscopia[4][7][17]
- 1892 – Pierre Puiseux – Conjunto de sua obra, incluindo aquela sobre a constante de aberração[4][7][18]
- 1893 – Adolf Berberich – Cálculos sobre órbitas de estrelas duplas, cometas e planetas[4][7][19]
- 1894 – Jean Coniel – Cálculos das órbitas de asteroides[4][7][20]
- 1895 – William Frederick Denning – Trabalho sobre meteoros e descobertas de cometas[4][7][21]
- 1896 – Joseph Bossert – Catálogo de 3.950 estrelas[4][22]
- 1897 – Louis Fabry – Pesquisa sobre órbitas de cometas[4][23][24]
- 1898 – Élie Colin – Pesquisa sobre astronomia e geodésia, especialmente latitude[4][25][26]
- 1899 – Magnus Nyrén – Astronomia sideral e observações do meridiano[4][27]
- 1900 – Aloys Verschaffel – Observações e catálogo dos meriadianos[4][28]
- 1901 – Charles André – Traite d'Astronomie Stellaire[29]
- 1902 – Ernst Hartwig – Observações com heliômetro e trabalho sobre estrelas variáveis[30][31]
- 1903 – Alphonse Borrelly – Descobertas de cometas[32]
- 1904 – César Augusto de Campos Rodrigues – Determinação da paralaxe solar por meio do asteroide 433 Eros[33][34]
- 1905 – Michel Giacobini – Descoberta de dez cometas[4][35]
- 1906 – Johann Palisa – Conjunto de suas pesquisas astronômicas[36][37]
- 1907 – Michel Giacobini – Trabalho sobre astronomia[38][39]
- 1908 – Michel Luizet – Trabalho sobre estrelas variáveis[4][40]
- 1909 – Aymar de La Baume Pluvinel – Conjunto de sua obra astronômica[41][42]
- 1910 – Stéphane Javelle – Trabalho sobre nebulosas e cometas[43][44]
- 1911 – Charlemagne Rambaud – Trabalho sobre astronomia[45][46]
- 1912 – Alexandre Schaumasse – Descoberta de cometas[47][48]
- 1913 – Alfred Fowler – Trabalho sobre a série principal das linhas de hidrogênio[49][50]
- 1914 – Pierre Salet – Pesquisa sobre fenômenos de polarização[51][52]
- 1914 – Stanislas Chevalier – Pesquisa sobre o Sol[51][52]
- 1915 – Armand Lambert – Trabalho como um observador e em matemática aplicada[53][54]
- 1916 – Giovanni Boccardi – Pesquisa sobre variação de latitude; descoberta de uma desigualdade sensível no período semi-lunar[55][56]
- 1917 – Alexandre Schaumasse – Descoberta do cometa 1917b (C/1917 H1)[57][58]
- 1918 – Frédéric Sy – Conjunto de seu trabalho astronômico[59][60]
- 1919 – Felix Boquet – Conjunto de seu trabalho científico[61][62]
- 1920 – Ernest Maubant – Cálculos das perturbação do cometa Tempel-Swift[63][64]
- 1921 – Jean Trousset – Pesquisa sobre estrelas duplas, os erros dos setting circles e estudos sobre a lua de Júpiter Pasife[65]
- 1922 – Jean Chazy – Artigos sobre o problema dos três corpos[66][67]
- 1923 – Walter Sydney Adams – Trabalho sobre espectroscopia solar e estelar[68][69]
- 1924 – não concedido[70]
- 1925 – Vojislav Michkovitch (ou Vojislav Mišković) – Trabalho sobre estatística estelar[71][72]
- 1926 – Frank Schlesinger – Trabalho astronômico, especialmente por trabalho sobre paralaxe estelar[73][74]
- 1927 – Lucien d'Azambuja – Trabalho sobre manchas solares, erupções solares e cromosfera solar[75]
- 1928 – George Van Biesbroeck – Conjunto de seu trabalho astronômico[76][77]
- 1929 – Louis Dunoyer de Segonzac – Pesquisa sobre níveis e sobre células solares[78][79]
- 1930 – Gilbert Rougier – Trabalho sobre células fotoelétricas[80]
- 1931 – Henri Chretien – Invenção das lentes anamórficas[81]
- 1932 – Jean Dufay – Trabalho sobre fotometria astronômica[82]
- 1933 – Henri Labrouste – Pesquisa sobre fenômenos solares periódicos[83]
- 1934 – Ferdinand Quenisset – Observações sobre cometas[84]
- 1935 – Raymond Tremblot – Pelo conjunto de seu trabalho astronômico[85]
- 1936 – André Couder – Trabalho sobre instrumentos ópticos[86]
- 1937 – Maurice Burgaud – Trabalho em Xangai, China, sobre magnetismo terrestre[87]
- 1938 – Pierre Lacroute – Trabalho em astronomia física[88]
- 1938 – Rene Bernard – Trabalho sobre "a luz do céu noturno"[89]
- 1940 – Jeanne Clavier – Trabalho sobre um mapa fotográfico do céu[90]
- 1941 – Junior Gauzit – Pesquisa em astronomia física[91]
- 1942 – Jean Rösch – Trabalhos sobre astronomia física[92][93]
- 1943 – Rose Sainturier (née Rose Bonnet) – Trabalho sobre estrelas duplas[94]
- 1944-1945 – Não concedido[95][96]
- 1946 – Raoul Goudey – Trabalho sobre gravidade[97]
- 1947-1948 – Não concedido[98][99]
- 1949 – Jean Delhaye – Trabalho em estatísitica estelar[100]
- 1950-1958 – Não concedido[101][102][103][104][105][106][107][108][109]
- 1959 – Fernan Nahon – Trabalho sobre estatística e dinâmica estelar[110]
- 1960-1968 – Não concedido[111][112][113][114][115][116][117][nota 1]
- 1969 – André Baranne – Trabalho sobre astronomia óptica[118]
- 1970 – Não concedido[119]